# 井上陽子
井上 陽子（いのうえ ようこ、1972年4月11日 - ）は、神奈川県厚木市出身の日本の女子プロゴルファー。アップフロントエージェンシー所属。旧登録名は「井上葉香」。

## 経歴
18歳でゴルフを始める。専修大学出身。
1993年、日本女子オープンゴルフ選手権競技に出場し、18位でローアマチュア獲得。
1994年にプロテストに合格し、日本女子プロゴルフ協会 (JLPGA) 入会。
1995年、カトキチクイーンズゴルフトーナメントで首位・城戸富貴に1打届かず2位タイ。賞金ランキング54位。
1996年、JLPGA明治乳業カップでは2日目を首位タイで終えたものの、3日目で3位タイに。最終日に再逆転し、通算7アンダー、2位・福嶋晃子に1打差でツアー初優勝を公式戦で飾った。賞金ランク22位で初のシード権獲得。
1997年、東都自動車レディースプロゴルフトーナメントでは最終日を首位・肥後かおりに1打差の2位で迎えたが、肥後が同日2オーバーと崩れ、イーブンパーでまとめた井上が1打差でかわし優勝。賞金ランク24位。
1998年、ゴルフ5レディスプロゴルフトーナメント、樋口久子・紀文クラシックで共に5位を記録するが優勝なし。賞金ランク44位。
1999年、ダイキンオーキッドレディスゴルフトーナメントでは9位タイで迎えた2日目に自己ベストスコア64をマークして単独首位に立ち、通算10アンダー、2位・具玉姫、藤井かすみに3打差をつけて優勝。公式戦昇格前のグンゼカップワールドレディスでは通算6アンダー、2位・不動裕理に1打差で優勝。賞金獲得額2,980万円余、賞金ランク17位はいずれも自己最高。
2000年以降はレギュラーツアー優勝、シード権獲得から遠ざかった。
2007年、ステップアップツアー優勝。
2017年からレジェンズツアーに参戦。2018年、火の国レジェンズオープンで斉藤裕子、鬼澤信子、白戸由香らを抑え、同ツアー初優勝 。

## 成績

### JLPGAツアー優勝 (4)
| No. | 日程               | 大会名                       | スコア               | 2位との差 | 2位（タイ）       |
| --- | ------------------ | ---------------------------- | -------------------- | --------- | ----------------- |
| 1   | 1996年11月21-24日  | JLPGA明治乳業カップ          | −7 (71-69-72-69=281) | 1打差     | 福嶋晃子          |
| 2   | 1997年5月30-6月1日 | 東都自動車レディース         | −8 (66-70-72=208)    | 1打差     | 肥後かおり        |
| 3   | 1999年3月5-7日     | ダイキンオーキッドレディス   | −10 (69-64-73=206)   | 3打差     | 具玉姫 藤井かすみ |
| 4   | 1999年5月6-9日     | グンゼカップワールドレディス | −6 (73-69-69-71=282) | 1打差     | 不動裕理          |

※太字は公式戦

## 人物
- 身長172cm、得意クラブはパター。

## 表彰
- LPGA新人賞 (1996年)
- 日本プロスポーツ新人賞 (1996年)